# Föreningen för kvinnans politiska rösträtt i Härnösand
Föreningen för kvinnans politiska rösträtt i Härnösand, även kallad Härnösandföreningen för kvinnans politiska rösträtt, var Härnösands lokalförening inom Landsföreningen för kvinnans politiska rösträtt (LKPR). Föreningen bildades 2 mars 1904 och var verksam lokalt i Härnösand för införandet av kvinnors rösträtt i Sverige.
Bland aktiviteterna fanns föredrag, samkväm, insamling av medel och förhandlingar om samarbete med andra organisationer. 
1908 rapporterades: 
"Genom upprop i tidningarna till kvinnorna att deltaga i de allmänna valmötena och valen har föreningen sökt väcka kvinnornas intresse att deltaga i stadsfullmäktigevalen i slutet av december. Stadens frisinnade tidning har visat sig som en god bundsförvant i allt vad som rör kvinnornas rösträttsfråga.".
Föreningen sammanträdde i Elementarläroverket för flickor.

## Ordförande
- Linnéa Bucht, 1904-1910
- Astrid Hamberg, 1910-1911
- Hildegard Kallstenius, 1911-1913 (första gången)
- Emma Setterlind, 1913-1913
- Hildegard Kallstenius, 1913-1917 (andra gången)
- Emma Westerström, 1917-1921